# Johannes Cremerius
Johannes Cremerius (* 16. Mai 1918 in Moers; † 15. März 2002 in Freiburg im Breisgau) war ein bedeutender deutscher Psychiater und Psychoanalytiker in der Tradition Freuds, zugleich „einer der engagiertesten Kritiker der institutionalisierten Psychoanalyse“ und ein Vorkämpfer für Psychosomatische Medizin und Interdisziplinarität.
Cremerius’ Bücher Die Verwirrungen des Zöglings T. und Vom Handwerk des Psychoanalytikers wurden in die Liste der 100 Meisterwerke der Psychotherapie aufgenommen.

## Kindheit und Jugend
Johannes Cremerius, Sohn des Johann, Maschinist im Eisenhüttenwerk Rheinhausen, wuchs in Uerdingen in einem streng evangelischen Elternhaus auf. Bereits im Gymnasium interessiert er sich besonders für Deutsch, Geschichte, Religion und Sprachen. Er hatte zeitweise Kontakt zum Nerother Wandervogel, der 1933 verboten wurde. Der junge Cremerius war belesen und wandte sich schrittweise so der Freudschen Psychoanalyse zu. Cremerius wurde bei Kriegsbeginn 1939 nicht sofort eingezogen, sondern konnte mehrere Semester seinem in Freiburg i. Br. begonnenen Medizinstudium bis 1941 an der Universität Pavia in Italien nachgehen. Dort hatte er Kontakt zum Italienischen Widerstand. Der Abschluss des Studiums erfolgte 1944 in Freiburg i. Br. Im Oktober 1944 wurde er an die Ostfront abkommandiert, wo er als Lazarettarzt den Rückzug miterlebte. Über Danzig gelang ihm die Flucht nach Kiel, wo er in englische Gefangenschaft geriet, die er als freiwilliger Militärarzt auf einem Minensuchboot unter englischer Flagge auf der Ostsee verbrachte. Im Oktober 1945 wurde er aus der Gefangenschaft entlassen und kehrte nach Uerdingen zurück. 1946 heiratete er seine langjährige Studienfreundin Annemarie Stolz (1919–2014) aus Freiburg i. Br.

## Berufliche Entwicklung
1946 begann er eine Facharztausbildung in der Klinik Düsseldorf-Grafenberg. Beruflich erweiterte Cremerius in der Zeit zwischen 1946 und 1948 seinen Horizont durch den Besuch der Vorlesungen von Franz Sioli und das Studium der psychiatrischen Literatur. 1948 beendete seine Facharztausbildung und erhielt das Angebot, die Leitung der Psychosomatischen Beratungsstelle an der Universitäts-Poliklinik der Ludwig-Maximilians-Universität in München unter dem Poliklinik-Direktor Walter Seitz zu übernehmen. In der Psychosomatischen Beratungsstelle richtete er ein Zentrum zur Begutachtung für Verfolgte des Nazi-Regimes ein, deren Verfolgungsschäden damals insbesondere von deutschen Psychiatern nicht anerkannt worden waren.
Neben seiner beruflichen Laufbahn interessierten Johannes Cremerius und seine Frau sich für Kunst und pflegten Kontakt und Freundschaften zu namhaften Künstlern wie Ewald Mataré, Otto Dix, Hermann Teuber, Karl Hofer und Ferdinand Macketanz.
Der Aufstieg der psychoanalytisch orientierten psychosomatischen Medizin nach dem Krieg ist eng mit seinem Namen verbunden. Er hatte in der Universität Gießen in Zusammenarbeit mit Thure von Uexküll und Horst-Eberhard Richter, dann als erster Direktor der neu gegründeten Psychosomatischen Universitätsklinik in Freiburg i. Br. bis zu seiner Emeritierung im Jahr 1993 gelehrt. Zusammen mit Gaetano Benedetti gründete er 1970 in Mailand das Institut für psychoanalytische Therapie, ein alternatives Ausbildungsinstitut frei von hierarchischen Strukturen und institutionellen Vorgaben, in dem er über seine Emeritierung hinaus tätig war. Er bemühte sich um innovative Weiterentwicklung der Psychoanalyse sowie um interdisziplinäre Zusammenarbeit. Cremerius vertrat eine Psychoanalyse, die an Freuds aufklärerischem Ethos orientiert und von starkem politischem Engagement geprägt war. Gleichzeitig kritisierte er ab den 1980er Jahren die institutionalisierte psychoanalytische Ausbildung als unanalytisch und durch Machtinteressen korrumpiert.
Seine Schriften umfassen Werke zur Beurteilung des Behandlungserfolges in der Psychotherapie, zur Rezeption der Psychoanalyse in Soziologie, Psychologie und Theologie, zur Theorie und Praxis der psychosomatischen Medizin und vor allem das Monumentalsammelwerk eines Praktikers: Vom Handwerk des Analytikers (2 Bde., 1984), in welchem er eine er Akzentverschiebung der Freud'schen Psychoanalyse hin zurÜbertragungs-Gegenübertragungs-Dynamik vornahm.
Cremerius war in hohem Masse innovativ. In Freiburg war das Forum „Psychoanalyse und Literatur“ mit den weithin beachteten „Freiburger literaturpsychologischen Gesprächen“ auf das Engste mit seinem Namen verknüpft.
Genealogisch und von ihrem Impuls her gehörte die Psychoanalyse für ihn in den Zusammenhang der großen europäischen Aufklärung, deren genuine Erben Sigmund Freud und auch Karl Marx waren. Aber für den praktizierenden Lichtenbergianer ging es nicht nur um das Ethos der Aufklärung, sondern auch um die im und am analytischen Prozess erlebte Lust.
Johannes Cremerius war unter anderem in München, den USA und Zürich tätig.

## Publikationen (Auswahl)
- Arbeitsberichte aus der psychoanalytischen Praxis. Tübingen 1998.
- Vom Handwerk des Psychoanalytikers. 2 Bände. 1984 (Autobiografie).
- Psychoanalyse und Erziehungspraxis. S. Fischer, Frankfurt am Main
- Freud und die Dichter. Psychosozial-Verlag, Gießen

## Vorträge
- Das Geld im therapeutischen Setting, Lindauer Texte zu den Lindauer Psychotherapiewochen 1994, S. 222–233 Springer-Verlag 1995 (PDF)
- Persönliche Veränderung als Voraussetzung für Psychotherapie, Lindauer Texte zu den Lindauer Psychotherapiewochen 1990, S. 88–99 Springer-Verlag 1991 (PDF)